# De Roos (Delft)

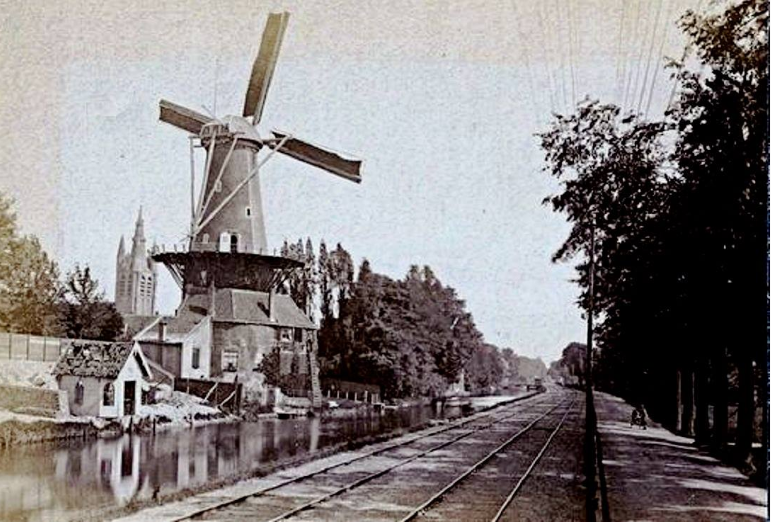
Zicht op molen "De Roos" (1885)

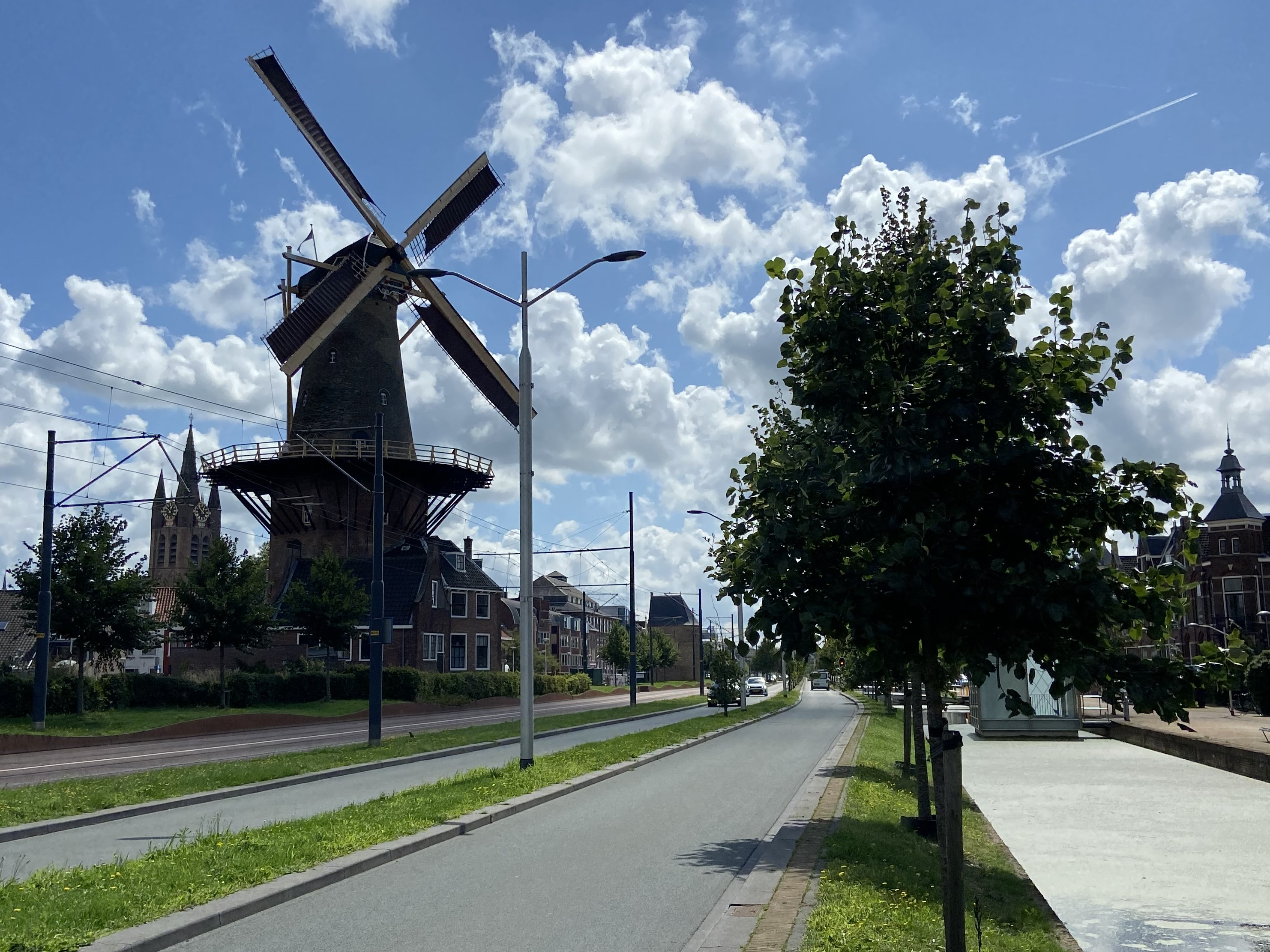
Zicht op molen "De Roos" (2023)

De Roos is de laatst overgebleven molen van de vijftien windmolens die ooit hebben gestaan op de stadswallen van de stad Delft, in de Nederlandse provincie Zuid-Holland. De molen doet dienst als korenmolen en draait geregeld.

## Geschiedenis
De eerste vermelding van een houten standerdmolen, op de huidige plaats aan de Phoenixstraat, dateert uit 1352 onder de naam Gasthuismolen. De molen werd gedurende de tijd in fasen verbouwd tot stenen stellingmolen. In 1679 werd de molen gebouwd op een rondeel, dat deel uitmaakte van de verdedigingswerken in de stadsmuur. Rond 1760 kreeg hij zijn huidige vorm met de zeskantige onderbouw en ronde bovenbouw. Het woonhuis werd in een halve cirkel rond de molen gebouwd.
De Roos werd als maalderij gebruikt voor meel voor de bakkers en de burgers, gerst voor de bierbrouwers en veevoer voor de boeren.

## Restauratie
In 1929 werd geconstateerd dat de molen scheef begon te staan door een verzakkingen ten gevolge van de aanleg van de tramrails ten behoeve van de elektrificatie en verlegging van de tramlijn Den Haag-Delft. Vanwege bemaling van het grondwater door de nabijgelegen Koninklijke Nederlandsche Gist- en Spiritusfabriek (nu DSM), een gedempt water dat zich naast de molen bevond en afgravingen, werd dit scheefzakken verergerd. Voorts bleek de kap van de molen te zijn aangetast door de bonte knaagkever. De stichting "Molen de Roos" begon een drie jaar durende inzamelingsactie voor een restauratie. Na restauratiewerkzaamheden, waarbij ook de bovenbouw werd rechtgezet, werd op 28 september 1990 de molen feestelijk geopend door Prins Claus.

## Tunnelbouw
In verband met de aanleg van de spoortunnel werd in december 2009 De Roos voor de periode van de constructie van de tunnel overgedragen aan ProRail. In eerste instantie werd de fundering van de molen versterkt in de vorm van een gewapend betonnen plaat onder de molen en zijn aanbouw. Deze betonnen plaat werd gedragen door 45 stalen palen (vijzels). Op 4 juli 2012 werd de molen met het molenaarshuis een meter opgevijzeld om tunnelbouw mogelijk te maken. Hierna werd de grond onder de betonnen plaat verwijderd en de draagconstructie van de tunnel (in feite het dak van de tunnel) aangebracht. Op 12 december 2012 werd de molen weer neergelaten en sindsdien staat hij op het dak van de tunnel. De vijzels werden verwijderd. In 2013 werden de tijdelijk verwijderde wieken van de molen weer aangebracht en 4 september 2013 kreeg Vereniging De Hollandsche Molen, eigenaar sinds 1926, de molen weer onder haar beheer.

## Heropening en ingebruikneming
In het weekeinde van 21 en 22 september 2013 werd de molen weer voor publiek opengesteld. 

Sinds januari 2015 wordt biologisch graan voor horeca, particulieren en bakkers gemalen. 
Op bepaalde dagen is de molen ook voor bezoek en rondleidingen geopend. De molen is te bezoeken als de blauwe wimpel uit is. Op de tweede zolder van de molen bevindt zich de permanente tentoonstelling "Delftse windmolens". Er is op de begane grond een winkel voor meelproducten gevestigd. Het molenaarshuis dient sinds 2016 tevens voor het geven van workshops en als ruimte voor feesten en vergaderingen.